# Фармингтон (Коннектикут)
Фа́рмингтон (англ. Farmington) — город в штате Коннектикут, пригород Хартфорда.

## География
Город расположен в центральной части штата Коннектикут в округе Хартфорд, на берегу реки Фармингтон. Город был основан в 1640-х годах на территории, принадлежавшей индейскому племени тунксисов.

## Экономика
В Фармингтоне находится штаб-квартира корпорации «United Technologies», объединяющая следующие компании:
- Carrier — компанию по производству систем обогрева, вентиляции, кондиционирования, охлаждения.
- Hamilton Sundstrand — компанию оборонного комплекса, разрабатывающую и выпускающую авиационное и иное военное оборудование.
- Otis — крупнейший в мире производитель лифтов, эскалаторов и т. п.
- Pratt & Whitney — компанию-производитель авиадвигателей, газовых турбин и др.